# Spencer Williams
Spencer Williams (New Orleans, 14 oktober 1889 – Flushing, 14 juli 1965) was een Amerikaans jazz- en popcomponist, pianist en zanger die vooral bekend werd door zijn hitsongs "Basin Street Blues", "I Ain't Got Nobody", "Royal Garden Blues", "I've Found a New Baby", "Everybody Loves My Baby", "Tishomingo Blues" en veel andere nummers. Hij schreef enkele liedjes met pianist/arrangeur Max Kortlander.
- Bibsys: 46734
- Biblioteca Nacional de España: XX838747
- Bibliothèque nationale de France: cb13926234v (data)
- Gemeinsame Normdatei: 135248930
- International Standard Name Identifier: 0000 0001 1068 4934
- Library of Congress Control Number: n80095908
- Nationale Bibliotheek van Letland: 000058235
- MusicBrainz: 3fed4b6e-ecbf-432e-93f5-2ae4b49f2a1d
- Bibliotheek van het Japanse parlement: 001167046
- Nationale Bibliotheek van Tsjechië: xx0130724
- Nationale bibliotheek van Australië: 36025850
- Nationale en Universitaire bibliotheek Zagreb: 000226716
- Nederlandse Thesaurus van Auteursnamen: 071026657
- SNAC: w6057q8g
- Système universitaire de documentation: 161777112
- Trove: 1191495
- Virtual International Authority File: 66654018
- WorldCat: E39PBJgXfgP94vJK3RTf4RHKVC